# Brettanomyces bruxellensis
La Dekkera bruxellensis (sinonimi: Brettanomyces bruxellensis, Brettanomyces lambicus) è un lievito presente sia nella birra che nel vino. È presente altresì in tequila e kombucha.
Esso interviene nel processo di fermentazione spontanea di birre belghe di tipo lambic e derivate (faro, framboise, gueuze e kriek). Nel vino è responsabile di difetti aromatici a causa della sua produzione di fenoli.
Nel 1964, il nome Dekkera è inventato ed assegnatogli in onore della micologa olandese Nellie Margaretha Stelling-Dekker, dottore in Scienza all'università di Utrecht, per il suo contributo alla tassonomia dei lieviti.